# Josep Danés i Torras
Josep Danés i Torras   (Olot, 1891 - Olot, 1955) va ser un arquitecte català. Estudiós de l'arquitectura popular catalana, membre destacat i dirigent del Centre Excursionista de Catalunya i autor d'obres destacades com el Santuari de Núria (1928-55), la Masia Mariona (1931) de Mosqueroles, l'església parroquial de Ribes de Freser (1940) i les esglésies de la Bonanova (1940) i de la Mare de Déu dels Àngels (1957) a Barcelona.

## Biografia
Els seus avantpassats eren ferrers procedents de la Vall del Bac, documentats des de la darreria del segle xviii. La família havia ascendint socialment durant la segona meitat del segle xix i hi trobem diverses persones amb dedicacions professionals de prestigi: metge, advocat, notari, farmacèutic, veterinari… El pare d'en Josep va exercir la medicina i son germà Joaquim (1888-1960) va ser un famós metge, polític i documentalista d'Olot.
Josep Danés cursà el batxillerat a l'escola dels Escolapis d'Olot i, el 1909, es traslladà a Barcelona per fer la carrera d'arquitectura. Ja a l'inici dels estudis va ingressar en el Centre Excursionista de Catalunya, (CEC) on va exercir diverses responsabilitats al llarg dels anys. En els seus viatges i excursions per Catalunya va desenvolupar la seva curiositat per la masia i l'arquitectura de muntanya. El 1914 va guanyar el concurs d'arquitectura convocat pel CEC amb la monografia d'una masia catalana de la comarca d'Olot. També durant l'època d'estudiant va entrar en contacte amb el catalanista i conservador partit de la Lliga Regionalista que, junt amb el seu convençut catolicisme, van constituir els seus grans eixos ideològics. El 1915 l'Institut d'Estudis Catalans li va encarregar l'estudi de l'església de Sant Joan les Fonts i del pont romànic de Besalú (1917).
Per ajudar a finançar-se els estudis va treballar per l'arquitecte Bernat Pejoan (1864-1926), un antic col·laborador d'Elies Rogent, en la restauració del monestir de Ripoll, cosa que va despertar el seu interès per l'art romànic català. En acabar la carrera el 1916, havia tingut com a companys els arquitectes Joan Bergós, Lluís Bonet i Garí, Francesc Folguera i Grassi, Cèsar Martinell i Brunet, Isidre Puig i Boada, Antoni Puig i Gairalt, Josep Francesc Ràfols i Ramon Reventós, tots ells integrants de l'anomenada segona generació d'arquitectes noucentistes que, malgrat la influència gaudiniana, van trencar amb el modernisme van incorporar en llur arquitectura un cert llenguatge clàssic i elements de l'arquitectura rural catalana. El seu interès per la masia va fer que el 1924 se li encarregués la codirecció de l'Estudi de la Masia Catalana, un gran projecte d'investigació finançat pel científic i mecenes Rafael Patxot (1872-1964). L'interès que tenia per l'estudi sistemàtic de la masia segurament va influir en que afegís rellotges de sol en diversos dels edificis que va dissenyar.
Un cop llicenciat compartí despatx amb Bernat Pejoan durant dos anys. En va acabar heretant la clientela i el càrrec d'arquitecte del Bisbat d'Urgell. Després va obrir un despatx propi a Barcelona on aviat va tenir importants encàrrecs com la torre de José Luis Pascual de Zulueta (1924) a la ciutat jardí de la Cooperativa de Periodistes del barri de la Salut. També diversos blocs de pisos situats als voltants de Montjuïc (Gran Via de les Corts Catalanes, carrer Tamarit, carrer França Xica núm. 13, 15 i 17), ampliacions i reformes a la Fàbrica de Sanitaris Sangrà (1924-1932) a la Carretera del Port i dos grans temples: el de la Mare de Déu dels Àngels (1934) i el de la Bonanova (1940).
La seva obra s'estén a vint comarques catalanes, a més d'Andorra, València i Mallorca. Hi trobem especialment moltes actuacions a Ribes de Freser, on va ser l'arquitecte municipal, i a Olot, on hi conservava vincles socials, amistats i família. La seva relació amb el CEC i la seva afició per l'arquitectura de muntanya el van portar a actuar en pràcticament tot el Pirineu on, a més, va estudiar in situ les esglésies romàniques de la Vall de Boí pel Servei de Catalogació de Monuments de la Mancomunitat de Catalunya, i l'arquitectura aranesa, que seria una de les seves fonts d'inspiració.
El 1922 va rebre l'encàrrec d'un nou santuari i complex hoteler de Núria per part del bisbe d'Urgell Justí Guitart i Vilardebò i també diverses obres públiques a Ribes de Freser, com l'ampliació de l'escorxador (1933-1934), la Font de la Margarideta (1933), una important reforma i ampliació de l'Escola Pública (1936), un jardí públic (1936), mobiliari urbà (1934), urbanització de la plaça del Mercat (1941-1943), un indicador turístic (1942-1944), el pont sobre el riu Segadell (1943), ampliació i la creu del cementiri (1945-1946) i el monument als Caiguts de la Guerra Civil (1942-1943), entre altres obres menors. A fora de Catalunya va fer els pavellons escolars del Castell d'Onda, a Castelló de la Plana, les reformes i ampliacions de Can Tem de Camps, a Mallorca i una fàbrica a Oriola (Alacant).
Josep Danés, com es portava a l'època, fou un arquitecte versàtil, per les diversificades tipologies que projectà i pels diferents llenguatges arquitectònics. Dirigia tot el procés constructiu, dissenyant tot tipus d'elements decoratius en els més variats materials (pedra, ferro, fusta, mosaic, ceràmica, terracota, vidre) que executarien els artesans i artistes sota la seva direcció. El seu delineant Francesc Rodamilans ho va descriure així: «sota la batuta del Senyor Danés tot funcionava. Els picapedrers, fusters, manyans, electricistes, paletes, etc. treballaven molt a gust. Als patrons els ho donava tot mastegat: croquis acotadíssims, plànols a les escales més convenients i si era necessari a mida natural. Seguia la feina anant als tallers artesans, sobre la marxa i en la mateixa obra quantes vegades fos precís».
Dels molts artesans i artistes que col·laboraren amb Danés destaquen, pel seu prestigi, els picapedrers Casellas i General Soler de Girona, els ceramistes Serra de Cornellà i Cosme Toda de L'Hospitalet de Llobregat, el mosaicista Lluís Bru (a les esglésies de la Bonanova, dels Àngels, de Ribes de Freser i dels Caputxins d'Olot), els serrallers J. Mas Duxans (porta del jardí de la Masia Mariona) i Josep Perpiñà, el daurador Tomàs Priu, el restaurador ebenista Rafael Forcada, l'esgrafiador Ferran Serra i Sala, els vidriers de la casa Rigalt Granell, el moblista i decorador Santiago Marco, l'orfebre Ramon Sunyer, els pintors artistes Darius Vilàs, Francesc Labarta i Josep Obiols, i els escultors Josep Maria Camps i Arnau, Manuel Martí Cabrer i Rafael Solanic.
El 2004, l'Institut de cultura de la Ciutat d'Olot va li va dedicar una exposició itinerant amb el títol «Josep Danés, trajectória d'un arquitecte».

## Obres
- La casa Farjas (1922) d'Olot
- La torre de José Luis Pascual de Zulueta (1924) a Barcelona
- Ampliacions i reformes a la Fàbrica de Sanitaris Sangrà (1924-1932) a Barcelona
- La casa Plana (1927) d'Olot
- La façana de l'església de Santa Maria del Tura (1928) d'Olot
- El Santuari de Núria (1928-55)
- Reforma de la Masia de Can Huguet (1929-1933)
- L'estació del cremallera de Núria (1930)
- La Masia Mariona (1931) de Mosqueroles
- L'església de la Bonanova (1942-1962) a Barcelona
- L'església parroquial de Santa Maria de Ribes de Freser (1940-45)
- La torre Sacrest (C. Panyó, 9) d'Olot (1945-1948)
- Seminari conciliar de la Seu d'Urgell (1946-1955)
- Santuari de Sant Joan de l'Erm (1954)
- L'església de la Mare de Déu dels Àngels (1957) a Barcelona
- Casa Antonia Bores de Sitges
- Cinema Olimpia de Manresa
- Paperera del Freser a Ribes de Freser
- Església de Sant Pere Màrtir d'Escaldes-Engordany, Andorra
- Xalet de la Molina

## Publicacions
- Arquitectura popular. Notes referents a les masies de Bianya, Castellar de la Muntanya i Valldebac (1919)
- Antiguitats de Tona (1932)
- Estudi de la masia catalana (1933)[5]

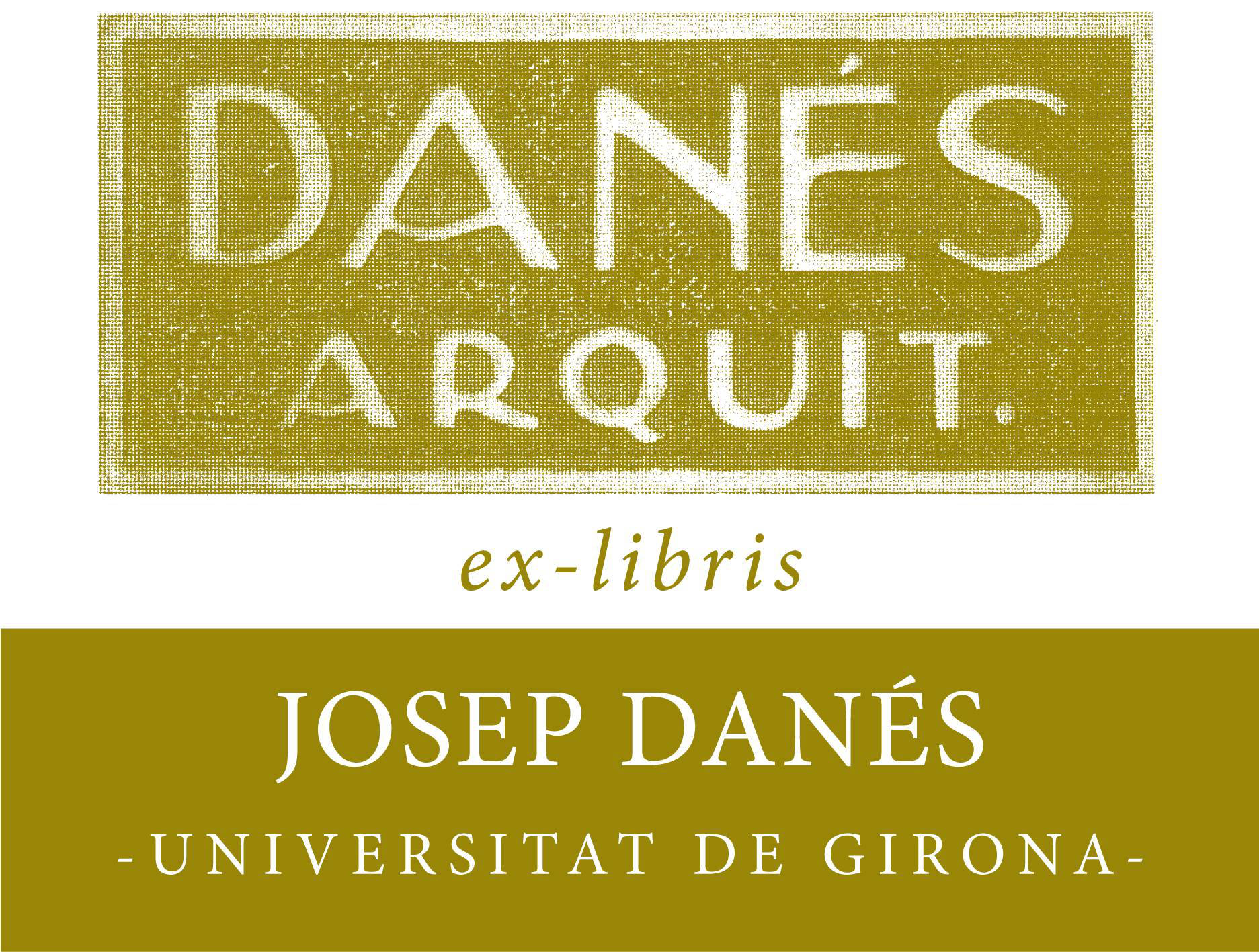
Exlibris del Fons Josep Danés de la Universitat de Girona

- Els costums d'En Santacília (1936)
- Plans i mapes de la Garrotxa.

## Fons personal
A l'Arxiu Comarcal de la Garrotxa es conserven 3.524 imatges de l'arquitecte.
A la Biblioteca de la Universitat de Girona es conserva part de la seva biblioteca personal, reunida al llarg de la seva vida professional. S'hi troben congressos i memòries d'institucions professionals, obres sobre arquitectura religiosa i restauració, manuals d'estructures, normativa arquitectònica i ordenances municipals i obres divulgatives sobre construcció i interiorisme, entre d'altres. El fons inclou curiositats com unes normes elementals per a la construcció de refugis antiaeris, redactades per la Generalitat de Catalunya l'any 1938, o un tractat d'estàtica manuscrit.
Cal destacar també el projecte cultural Estudi de la Masia Catalana, que va ser desenvolupat pel Centre Excursionista de Catalunya sota la direcció de Josep Danés i Torras. Les fotografies són consultables a través de la Memòria Digital de Catalunya i són georefenciades en un mapa que combina les dades del Centre Excursionista de Catalunya amb les de l'Institut Cartogràfic de Catalunya.